# H–II Transfer Vehicle
A H–II Teherűrhajó (HTV) (más néven Kounotori, magyarul: „fehér gólya”) a Japán Űrügynökség (JAXA) személyzet nélküli teherszállító űrhajója. Feladata utánpótlás és kísérleti eszközök szállítása a Nemzetközi Űrállomásra.

## Története
Az ügynökség 1997-ben kezdett dolgozni a terven, ekkor készültek az előtanulmányok. Az építés fővállalkozójának a Mitsubishi Heavy Industries vállalatot választotta ki még a NASDA japán űrügynökség, melyet később Japán másik űrügynökségével, az ISAS-szal összevonva jött létre a JAXA.
Az eredeti tervek szerint 2001-ben indították volna először egy megerősített H–IIA hordozórakétával. Az első HTV 2009. szeptember 10-én indult 17:01 UTC-kor a H–IIA-ból kifejlesztett H–IIB hordozórakétával. Az űrállomáshoz hét nappal az indulás után kapcsolódott. A rakomány össztömege az eredeti tervek szerint 7 tonna lett volna, ez később 6 tonnára csökkent. A űrállomás-program során összesen hét űrhajó gyártását és indítását (évente egyet, szükség esetén kettőt) tervezik.
A HTV működése sokban eltér az ISS ellátásához használt korábbi teherűrhajókétól. Ez az első, a tágasabb amerikai CBM dokkolórendszert használó űrhajó. Önálló dokkolásra képtelen, robotkarral fogják el, és csatlakoztatják az űrállomás KIBO moduljához, ez kisebb önállóságot, de egyúttal sokkal egyszerűbb felépítést is eredményez. A korábbi Progressz és ATV űrhajókkal ellentétben nem csak nyomás alatt lévő raktere van, a külső tárolórekeszeket közvetlenül a Kibo modul robotkarjával rakodják ki, hasonlóan a Space Shuttle teherteréhez.
2009. november 2-án a terveknek megfelelően belépett a légkörbe, majd megsemmisült. A küldetés ezzel sikeresen végetért.
2015-ben az űrhajó az ötödik küldetésénél tartott, 2016. december 9-én pedig felbocsátották a Kounotori 6-ot. A személyzet nélküli teherűrhajó, mely élelmet és műholdakat szállított a Nemzetközi Űrállomásra, december 13-án kapcsolódott az ISS-hez.

## Felépítése
Az űrjármű két fő részből áll, a raktérből és a műszaki egységből.
A raktér légnyomás alatti (PLC), hermetikus része méretben és kapacitásban az ATV-re hasonlít. A HTV felszerelhető nem hermetikus raktérrel is (ULC), amelyben kétféle szállítóplatform helyezhető el. Az első típus az űrállomás japán egységének külső kísérleti eszközeit képes szállítani, a második típus az amerikai rácsszerkezet cserealkatrészeit és kísérleti eszközeit képes hordozni. A szállítóplatformot az űrállomás robotkarja emeli ki a raktérből és kapcsolja az űrállomáshoz.
Az űrhajó nem képes önálló dokkolásra, ugyanis csak a modulok csatlakoztatására használt összekapcsoló szerkezettel (CBM) szerelik fel. A nagyobb csatlakozó 127 cm széles négyszögletes keresztmetszetű ajtaja lehetővé teszi, hogy a hermetikus raktérben nagyméretű berendezéseket is az űrállomásra lehet szállítani.
A műszaki egység szintén két részből áll, a hengeres műszeregységből és a csonka kúp alakú hajtóműegységből, amely a főhajtóműveket és az üzemanyagtartályokat tartalmazza. Az űrhajó energiaellátását a felületét borító napelemek és nem feltölthető lítiumion-akkumulátorok biztosítják. Az akkumulátorok korlátozzák az önálló repülési időt maximum 100 órára.

## A küldetés menete

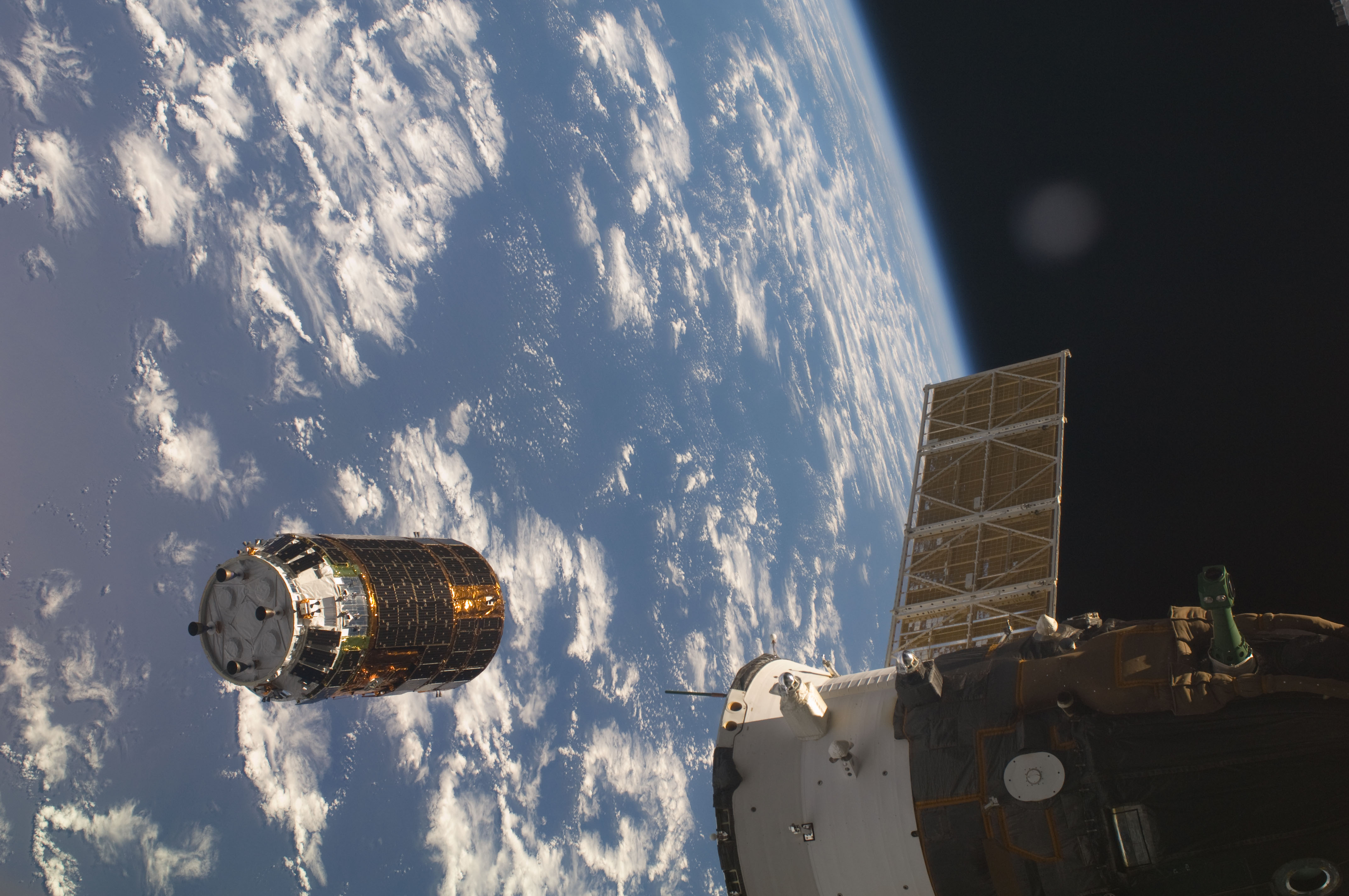
A HTV1 a Nemzetközi Űrállomás mellett, a kép előterében, jobb oldalon egy Szojuz űrhajó látszik

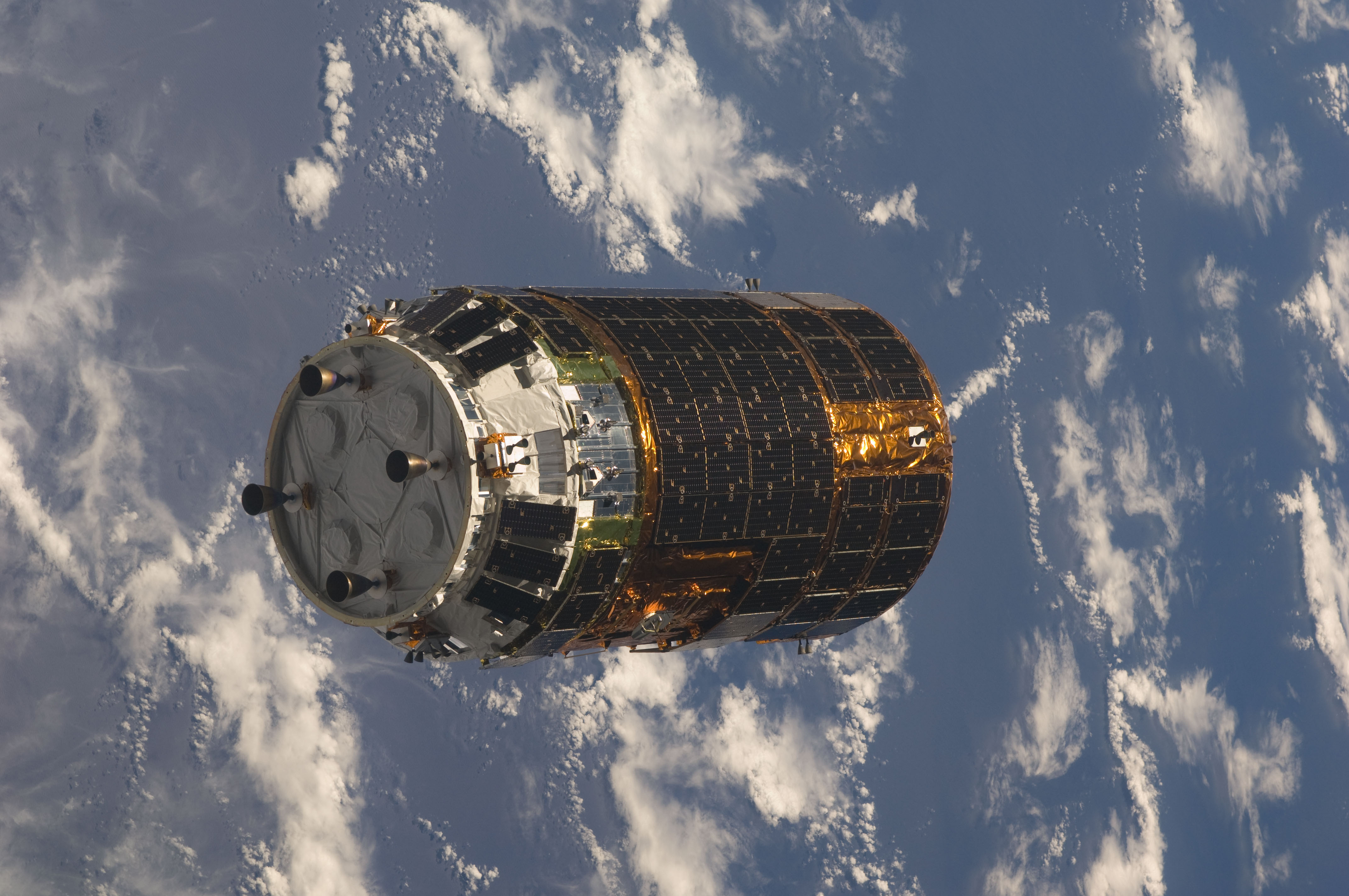
A HTV1

A HTV-t a japán Tanegasima Űrközpontból indítják H2B hordozórakétával. A küldetést a Cukuba Űrközpontból irányítják (angol rövidítése: TKSC).
Az űrhajó tesztelése és az űrállomás megközelítése kb. hét napig tart. A rakomány kirakodása után a teherűrhajót hulladékkal töltik fel.

### AzISSmegközelítése
1. A H–IIB rakétától való elválasztás után a HTV-nek automatikusan elindul a kommunikációs rendszere és kezdeményezi a kommunikációt a NASA Tracking and Data Relay Satellite-jával (TDRS).
2. A HTV állapotát a HTVMCR-ből (HTV Mission Control Room) a Cukuba Űrközpontból ellenőrzik. Körülbelül három nap alatt a HTV megközelíti az ISS-t.
3. Amikor a HTV eléri a „közelségi kommunikációs övezetet” (23 km az ISS-től), a HTV képes lesz közvetlenül kommunikálni az ISS-el.
4. A HTV közvetlen kommunikációt létesít az ISS „Közelségi Kommunikációs Rendszerével” (PROX).
5. A PROX-szal való kommunikáció alatt a HTV GPS segítségével az ISS mögött haladva 7 km-re megközelíti az ISS-t. Ezen a ponton a HTV tartja a távolságot az ISS-től.

### Dokkolási fázis az ISS-nél
A HTV lassan közelít a legalacsonyabb (a Föld felé eső) oldalon az ISS felé. A HTV-t ezután megfogja a Canadarm2 robotkar és csatlakoztatja az ISS-hez. Ezt a fázist hívják dokkolási fázisnak.
A HTV dokkolási fázisa a következőkből áll:
1. GPS-jelek alapján a HTV a Föld felőli oldalról 500 méterre megközelíti az ISS-t.
2. A lézeres távolságmérésen alapuló érzékelő (RVS) használata közben a HTV közelebb kerül az ISS-hez a Kibo modulra telepített fényvisszaverők által vezetve.
3. Ezen a ponton a HTV fenntartja a 10 méteren belüli távolságot az ISS alatt. A HTV megközelítési sebessége ebben a szakaszban 1-10 méter / perc.

A megközelítés alatt az ISS legénysége négyféle parancsot küldhet a HTV felé, mint: „maradj” (hold), „vissza”(retreat), „szabad sodródás” (free drift) és „megszakítás” (abort).

### Műveletek az űrállomáshoz kapcsolt teherűrhajón
Amíg a HTV csatlakoztatva van az ISS-hez, a HTV és az ISS fedélzeti nyílása nyitva van. Az ISS legénysége átrakja az ellátmányt (ISPR, ivóvíz, ruházat stb.) a HTV nyomás alatti rakteréből (HTV-PLC) az ISS-re. Miután a készleteket átrakták, a HTV-t megtöltik az ISS hulladékaival (ebben a már nem használt kísérleti berendezések is benne vannak). Eközben az űrállomás személyzete kiemeli a nyitott palettát a HTV rakteréből és csatlakoztatja a rácsszerkezethez vagy a Kibo kísérleti palettájához, a Canadarm2 és a Kibo modul robotkarjának (Kibo-RMS) felhasználásával. Az üres palettát később visszahelyezik a HTV rakterébe.

### Leválás
A küldetés végén a robotkar lekapcsolja és elengedi a szállítóhajót. A HTV ezután lassan eltávolodik az űrállomástól, majd néhány nap múlva a főhajtóművek begyújtásával a légkörbe irányítva a Csendes-óceán déli térségében megsemmisül (tartalék leérkezési pont az Indiai-óceán).

## Repülések
| ISS küldetés azonosító | Fontosabb időpontok                                                                            | Tároló            | Hasznos teher |
| ---------------------- | ---------------------------------------------------------------------------------------------- | ----------------- | --- |
| HTV–1                  | - Indítás: 2009. szeptember 10. - Dokkolás: 2009. szeptember 17. - Leválás: 2009. október 30.  | Belső teher (PLC) | - 3,6 t élelem, alkatrész stb. |
| HTV–1                  | - Indítás: 2009. szeptember 10. - Dokkolás: 2009. szeptember 17. - Leválás: 2009. október 30.  | Külső teher (ULC) | - SMILES műszeregység 475 kg - HREP műszeregység 381 kg |
| HTV–2                  | - Indítás: 2011. január 22. - Dokkolás: 2011. január 27. - Leválás: 2011. március 28.          | Belső teher (PLC) | - 4 tonna élelem, alkatrész, KOBAIRO, MSPR kutatóeszközök |
| HTV–2                  | - Indítás: 2011. január 22. - Dokkolás: 2011. január 27. - Leválás: 2011. március 28.          | Külső teher (ULC) | - FHRC tartalék alkatrész - CTC tartalék alkatrész tárolóegység - Összesen 1500 kg |
| HTV–3                  | - Indítás: 2012. július 22. - Dokkolás: 2012. július 27. - Leválás: 2012. szeptember 12.       | Belső teher (PLC) | - 3,5 tonna élelem, alkatrész stb. |
| HTV–3                  | - Indítás: 2012. július 22. - Dokkolás: 2012. július 27. - Leválás: 2012. szeptember 12.       | Külső teher (ULC) | - MCE felszerelés - SCAN platform - Összesen 1100 kg |
| HTV–4                  | - Indítás: 2013. augusztus 3. - Dokkolás: 2013. augusztus 9. - Leválás: 2013. szeptember 4.    | Belső teher (PLC) | - 3,9 tonna élelem, alkatrész stb. |
| HTV–4                  | - Indítás: 2013. augusztus 3. - Dokkolás: 2013. augusztus 9. - Leválás: 2013. szeptember 4.    | Külső teher (ULC) | - MSBU tartalék alkatrész - UTA tartalék alkatrész - STP-H2 kísérleti platform - Összesen 1500 kg |
| HTV–5                  | - Indítás: 2015. augusztus 19. - Dokkolás: 2015. augusztus 24. - Leválás: 2015. szeptember 28. | Belső teher (PLC) | - 4,5 tonna élelem, alkatrész stb. |
| HTV–5                  | - Indítás: 2015. augusztus 19. - Dokkolás: 2015. augusztus 24. - Leválás: 2015. szeptember 28. | Külső teher (ULC) | - CALET obszervatórium 1000 kg |
| HTV–6                  | - Indítás: 2016. december 9. - Dokkolás: 2016. december 13. - Leválás: 2017. január 28.        | Belső teher (PLC) | - JEM kisméretű műhold pályára állító eszköz (J-SSOD) - 7 db mikroműhold (CubeSat): AOBAVeloxIII, TuPOD, EGG, ITF-2, STARS-C, FREEDOM, WASEDA-SAT3 - TPF kísérlet, PS-TEPC, HDTV-EF2, CDRA - 600 liter víz a Tanegashima szigetről - Élelmiszer Összesen 3,9 tonna       |
| HTV–6                  | - Indítás: 2016. december 9. - Dokkolás: 2016. december 13. - Leválás: 2017. január 28.        | Külső teher (ULC) | - Li-ion csereakkumulátorok az ISS-re (ORU) Nem az ISS-re szánt kísérletek: - Kounotori Integrated Tether Experiment (KITE) - Kísérleti új generációs napelemek (SFINKS) Összesen 1,9 tonna                                                                              |
| HTV–7                  | - Indítás: 2018. szeptember 23. - Dokkolás: 2018. szeptember 28. - Leválás: 2018. november 8.  | Belső teher (PLC) | - Két amerikai kísérleti rekesz (Express Rack 9B és 10B), LSG, LSR - HTV kisméretű visszatérő kapszula (HSRC), LHPR technológiai bemutató JEM kisméretű műhold pályára állító eszköz (J-SSOD) 3 CubeSat-al: SPATIUM-I, RSP-00, STARS-Me - Élelmiszer Összesen: 4,3 tonna |
| HTV–7                  | - Indítás: 2018. szeptember 23. - Dokkolás: 2018. szeptember 28. - Leválás: 2018. november 8.  | Külső teher (ULC) | - Li-ion csereakkumulátorok az ISS-re (ORUs) Összesen: 1,9 tonna |
| HTV–8                  | - Indítás: 2019. szeptember 25. - Dokkolás: 2019. szeptember 29. - Leválás: 2019. november 2.  | Belső teher (PLC) | |
| HTV–8                  | - Indítás: 2019. szeptember 25. - Dokkolás: 2019. szeptember 29. - Leválás: 2019. november 2.  | Külső teher (ULC) | - Li-ion csereakkumulátorok az ISS-re (ORU) |
| HTV–9                  | - Indítás: 2020. május 21. (tervezett) - Dokkolás: 2020. május 25. (tervezett) - Leválás:      | Belső teher (PLC) | |
| HTV–9                  | - Indítás: 2020. május 21. (tervezett) - Dokkolás: 2020. május 25. (tervezett) - Leválás:      | Külső teher (ULC) | - Li-ion csereakkumulátorok az ISS-re (ORU), az utolsó egységek mellyel az űrállomás összes korábbi akkumulátorát is lecserélik. |
| HTV–9                  | Az utolsó HTV típus repülése, váltótípusa a HTV–X, melynek repülését 2022-ben tervezik.        |                   | |

## Külső hivatkozások
- H-II Transfer Vehicle KOUNOTORI (HTV)
- https://web.archive.org/web/20060626113920/http://www.jaxa.jp/missions/projects/rockets/htv/index_e.html
- https://web.archive.org/web/20110924222824/http://www.jaxa.jp/pr/brochure/pdf/01/rocket03.pdf
- HTV/H-IIB Special Site